# Тувія — діва Марса
«Тувія — діва Марса» (англ. Thuvia, Maid of Mars) — четвертий роман барсумської серії Едгара Райса Барроуза.

## Історія написання
Автор почав писати цей роман у квітні 1914 року під назвою «Карторіс», завершивши 20 червня того ж року. Перша публікація — в «All-Story Weekly» як серіал у трьох частинах 8, 15 і 22 квітня 1916 року. Пізніше вона була опублікована як повний роман у видавництві «A. C. McClurg» у жовтні 1920 року.

## Зміст
Карторіс, принц Геліуму, шалено закоханий у Тувію, принцесу Птарта. Це кохання було передвіщено в кінці попереднього роману «Воєначальник Марса». На жаль, Тувія обіцяна Кулану Тіту, джеддаку Каолу, хоч. На Барсумі ніщо не може розірвати заручини між чоловіком і жінкою, окрім смерті, хоча новий залицяльник не може стати причиною цієї смерті. Отже, у Тувії його не буде. Ця ситуація ставить Карторіса в скрутне становище.
У той час як Тувія страждає через долю звичайної берроузської героїні — її викрадають воїни Дузара і потребують порятунку, а успіху Карторіса сприяють обставини. Він вирушає на пошуки кохання всього свого життя. Невдовзі опиняється далеко на незвіданому півдні Барсума, серед руїн стародавнього Антора, тому що пристрій навігації, який він нещодавно вигадав, був поломаний. Викрадачі Тувії також доправили її туди, і Карторіс якраз вчасно помітив Тувію та її викрадачів, на яких планує напасти зелена людина з орди Торкваса. Карторіс кидається їй на допомогу.
Зелена людина відбирає Тувію у її викрадачів та, осідлавши тота, повертається з нею до свого вождя - Гортан Гура, джедака Торкаса. Карторіс переслідує їх пішки, поки не знаходить місто, яке знаходиться в осаді зелених людей. Починається битва між містом та зеленими ордами, після чого останні зазнають поразки та відходять, залишивши Карторіса та Тувію одних. Вони тікають до стародавнього Лотара, батьківщини стародавньої світлошкірої людської раси, наділеної здатністю створювати реалістичні ілюзії силою думки. Вони зазвичай використовують велику кількість фантомних лучників у парі зі справжніми та фантомними бенсами (барсумськими левами), щоб захиститися від орд Торкаса.
Викрадення Тувії здійснюється таким чином, що звинувачують Карторіса. Це розпалює війну між державами Барсума. Карторіс повинен спробувати повернутися вчасно з Тувією, щоб зупинити війну, що вдається. Після цього шляхетний Кулан Тіт з'єднує руки своєї колишньої нареченої та Карторіса.

## Герої
- Карторіс, син Джона Картера і Деї Торіс, що були героями перших трьох романів серії.
- Тувія, донька Туван Діна, правителя Птарса.
- Кар Комак, лучник Лотара.
- Кулан Тіт, джедак Каола.
- Асток, принц Дузара.

## Передбачення
- Автопілот